# Dubivka, Tarașcea
Dubivka (în ucraineană Дубівка) este localitatea de reședință a comunei Dubivka din raionul Tarașcea, regiunea Kiev, Ucraina.

## Demografie
Componența lingvistică a localității Dubivka
     Ucraineană (97,73%)
     Rusă (1,86%)
     Alte limbi (0,21%)
Conform recensământului din 2001, majoritatea populației localității Dubivka era vorbitoare de ucraineană (97,73%), existând în minoritate și vorbitori de rusă (1,86%).